# Sebastapistes fowleri
Sebastapistes fowleri és una espècie de peix pertanyent a la família dels escorpènids.

## Descripció
- Fa 3,7 cm de llargària màxima.
- Té espines verinoses.[6][7]

## Hàbitat
És un peix marí, associat als esculls de corall i de clima tropical (23°N-24°S) que viu entre 2-61 m de fondària.

## Distribució geogràfica
Es troba des de Maurici i les Comores fins a Pitcairn i les illes Hawaii.

## Costums
És bentònic.

## Observacions
És verinós per als humans.